# 氫原子光譜
氫原子光譜指的是氫原子內之電子在不同能階躍遷時所發射或吸收不同波長、能量之光子而得到的光譜。氫原子光譜為不連續的線光譜，自無線電波、微波、紅外光、可見光、到紫外光區段都有可能有其譜線。根据电子跃迁的后所处的能阶，可将光谱分为不同的线系。理论上有无穷个线系，前6个常用线系以发现者的名字命名。

## 六個線系

氫光譜的序列，座標採用對數標尺。

氫原子（{\displaystyle ^{1}H}）由一個質子及一個電子構成，是最簡單的原子，因此其光譜一直是了解物質結構理論的主要基礎。研究其光譜，可藉由外界提供其能量，使其電子躍至高能階後，在跳回低能階的同時，會放出能量等同兩高低階間能量差的光子，再以光柵、稜鏡或干涉儀分析其光子能量、強度，就可以得到其發射光譜。亦或以一已知能量、強度之光源，照射氫原子，則等同其能階能量差的光子會被氫原子吸收，因而在該能量形成暗線。另一個方法則是分析來自外太空的氫原子，要取得純粹氫原子的光譜也非十分容易，主要是因為氫在大自然中傾向以雙原子分子存在，但科學家仍能藉由陰極射線管使其分解成單一原子。
依其發現之科學家及譜線所在之能量區段可將其劃分為以下系列，系列中各譜線則用α、β等希臘字母來命名：

### 萊曼系列
主量子数n大於或等於2的电子跃迁到n = 1的能阶，产生的一系列光谱线称为“萊曼系列”。此系列譜線能量位於紫外光波段。

### 巴耳末系列
主量子数n大於或等於3的电子跃迁到n = 2的能阶，产生的一系列光谱线称为“巴耳末系”。巴耳末系有四条谱线处于可见光波段，所以是最早被发现的线系。
1885年，巴耳末（J.J. Balmer，瑞士，1825-1898）將位於可見光波段，能量位於410.12奈米、434.01奈米、486.07奈米、656.21奈米等譜線，以下列經驗公式表示：
{\displaystyle \lambda _{m}=365.46m^{2}/(m^{2}-4)}，m = 3、4、5、6...，此方程式稱為巴耳末公式。

### 帕申系列
主量子数n大于或等于4的电子跃迁到n = 3的能阶，产生的一系列光谱线称为“帕申系列”，由帕申于1908年發現，位於紅外光波段。

### 布拉格系列
主量子数n大于或等于5的电子跃迁到n = 4的能阶，产生的一系列光谱线称为“布拉格系列”，由弗雷德里克·布拉格于1922年发现，位于红外光波段。

### 蒲芬德系列
主量子数n大于或等于6的电子跃迁到n = 5的能阶，产生的一系列光谱线称为“蒲芬德系列”，由蒲芬德於1924年發現，位於紅外光波段。

### 韓福瑞系
主量子数n大于或等于7的电子跃迁到n = 6的能阶，产生的一系列光谱线称为“韓福瑞系列”，由韓福瑞于1953年發現，位于红外光波段。

## 芮得柏公式
1889年瑞典物理學家约翰内斯·芮得柏（Johannes Robert Rydberg）將上述各系列譜線歸納出氫原子譜線的經驗公式：
{\displaystyle {\frac {1}{\lambda }}=R({\frac {1}{n^{2}}}-{\frac {1}{n'^{2}}})\qquad n=1,2,3\cdots \quad n'=n+1,n+2,n+3\cdots }

## 參閱
- 波耳模型
- 氫
- 芮得柏公式
- 發射光譜
- 21公分線